# Oedipuscomplex

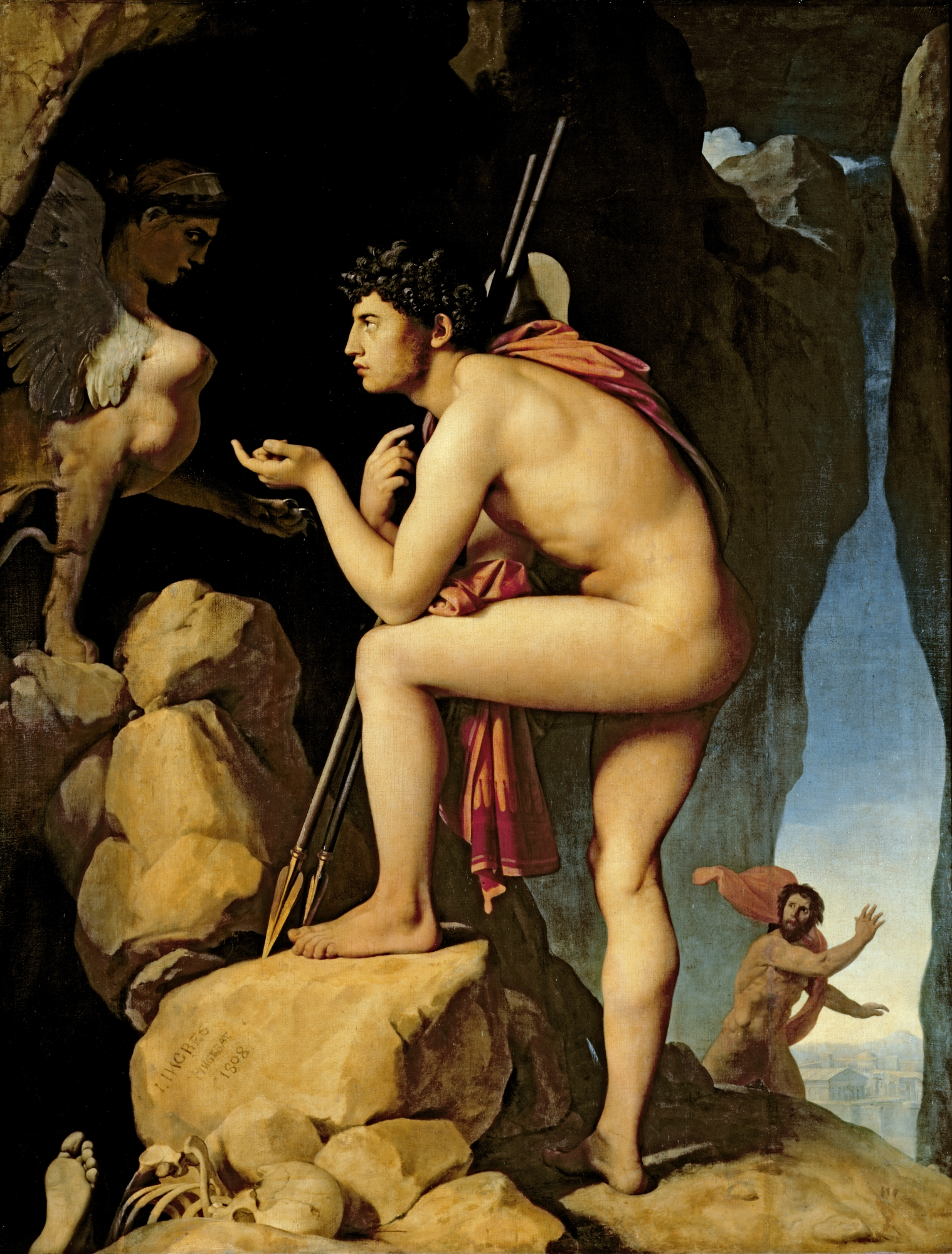
Oedipus, door Ingres (1805)

Het oedipuscomplex is een psychoanalytisch concept, vanaf 1897 ontwikkeld door de Weense psychiater Sigmund Freud, waarbij het kind een door seksualiteit bepaalde instinctieve erotische binding ontwikkelt voor de ouder van het tegenovergestelde geslacht en de andere ouder als concurrent ziet. Het oedipuscomplex ontwikkelt zich volgens Freud het sterkst bij jongens, die zich dan dus aangetrokken zouden voelen tot de moeder en hun vader als rivaal beschouwen.
Freud plaatst het concept in de fallische fase (leeftijd 3 tot 6). Deze fase is de derde van de vijf door hem gedefinieerde psycho-seksuele ontwikkelingsfasen: 
1. de orale fase
2. de anale fase
3. de fallische fase
4. de latente fase
5. de genitale fase

Tijdens elke fase verplaatst het libido van een kind zich langs de verschillende erogene zones van het lichaam. Het einde van de oedipale fase wordt volgens Freud gemarkeerd door de castratieangst.
Het oedipusconcept leidt volgens Freud in het latere leven tot de ontwikkeling van schuldgevoelens en met name bij jongens de angst voor straf van de vader. Belangrijke aspecten van het oedipuscomplex worden door Freud beschreven in de 'ziektegeschiedenis' van 'Kleine Hans'.
De naam van het complex verwijst naar de Griekse mythe over Oedipus, die door het noodlot zijn vader doodde en met zijn moeder trouwde. Carl Gustav Jung benoemde de oedipale fantasieën van meisjes als het elektracomplex (vernoemd naar de dochter van Agamemnon).

## Gerelateerde onderwerpen
- Psychoseksuele ontwikkeling volgens Freud
- Westermarck-effect